# 1230 Riceia
1230 Riceia (1931 TX1) là một tiểu hành tinh vành đai chính được phát hiện ngày 9 tháng 10 năm 1931 bởi K. Reinmuth ở Heidelberg.